# Paratetrapedia lugubris
Paratetrapedia lugubris är en biart som först beskrevs av Cresson 1878.  Paratetrapedia lugubris ingår i släktet Paratetrapedia och familjen långtungebin. Inga underarter finns listade i Catalogue of Life.